# Генеральный штаб Армии обороны Израиля
Генеральный штаб Армии обороны Израиля (ивр. המטה הכללי של צה"ל‎ ха-мате́ ха-клали́ шель ца́халь; сокращённо ивр. המטכ"ל‎ ха-матка́ль) — центральный орган военного управления Армии обороны Израиля и главный орган оперативного управления сухопутными войсками Израиля.

## История
К концу 1939 года из ведущих офицеров «Хаганы», крупнейшей еврейской военизированной организации палестинского ишува, был сформирован Генеральный штаб, подчинявшийся Национальному командованию «Хаганы», во главе которого в это время стоял Йоханан Ратнер. Начальником Генерального штаба был назначен Яаков Дори. 31 мая 1948 года, при создании Армии обороны Израиля, руководство «Хаганы» автоматически заняло места в Генеральном штабе только что созданной национальных вооружённых сил, и Дори стал первым начальником Генштаба Армии обороны Израиля.

## Дислокация
До 1952 года Генеральный штаб АОИ располагался в Рамат-Гане. В 1952 году, в ходе крупномасштабной реорганизации военных баз в Израиле, было принято решение о переводе Генштаба в центр Тель-Авива, на военную базу «Кирья», расположенную на месте бывшего посёлка темплеров Шарона. Эта база служила в первые годы существования Израиля местом сосредоточения правительственных учреждений, и её даже неофициально называли «Бира» («столица»), но к этому моменту правительство в основном переехало в Западный Иерусалим. После переезда в 1953 году министерства иностранных дел «Кирья» оказалась в полном распоряжении министерства обороны Израиля и Генерального штаба.
Для нужд министерства обороны и Генерального штаба к 1987 году в Кирье было построено высотное здание «Марганит» (общая высота 156 м, из них 17 этажей офисной структуры общей высотой 64 м; остальную часть составляет «палец» — бетонная мачта, несущая антенны и прочее трансляционное оборудование). К моменту завершения строительства «Марганит» была вторым по высоте зданием Израиля. В 2005 году было завершено строительство ещё одного высотного здания в южной части Кирьи, в котором позднее разместилось большинство служб министерства обороны и Генерального штаба. Новое здание, известное как «башня Маткаль», как и «Марганит», насчитывает 17 надземных этажей (помимо этого, пять этажей находятся под землёй). Самая высокая точка его — вертолётная посадочная площадка — находится на высоте 107 метров.
Тот факт, что Генштаб Армии обороны Израиля располагается в Кирье — в центре крупнейшего мегаполиса Израиля — рядом политиков, включая мэров Тель-Авива Шломо Лахата и Рона Хульдаи, расценивается как возможная угроза жителям города в случае войны. Кирья считается приоритетной целью для вражеских ракетно-бомбовых ударов.

## Подчинение
В соответствии с уставными положениями Армии обороны Израиля Генеральный штаб армии представляется частью структуры, названной «Генеральное командование» (ивр. המפקדה הכללית‎ ха-мифкада́ ха-клали́т), состоящей из, собственно, Генерального штаба и Начальника Генерального штаба, являющегося «главой Генерального командования» и «верховным командиром армии».
В то же время вопрос субординации самого «Генерального командования» и характера такой субординации не столь однозначен. Принимая во внимание, что Израиль придерживается парламентской формы государственного правления, и парламент (кнессет) в свою очередь формирует правительство (кабинет министров), служащее верховным органом исполнительной власти государства, а Президент Израиля наделён по большей мере церемониальными функциями, ни одно гражданское лицо не наделено полнотой функций Верховного главнокомандующего Армией обороны Израиля, и формально эта функция возложена на кабинет министров Израиля в полном составе.
Положения Основного закона: Армия, принятого вследствие рекомендаций Комиссии Аграната по результатам Войны Судного дня с целью разъяснения принципов подчинения армии гражданскому политическому эшелону, хоть и определили принцип подотчётности армии правительству, не определили ясным образом ни детальные задачи и функции армии, ни точного механизма взаимодействия армии с правительством.
Так, положения Основного закона о том, что министр обороны является министром, «ответственным за армию от имени правительства», а Начальник Генштаба армии «субординирован» министру обороны (ивр. כפוף לשר הבטחון‎), но одновременно «находится в повиновении» у правительства (ивр. נתון למרות הממשלה‎), вызывают толкования о границах командных полномочий министра обороны по отношению к армии. Сложившаяся ситуация вызывала в прошлом трения между армейским командованием и Министерством обороны. Сложившаяся в Израиле политическая традиция подотчётности министров, в том числе министра обороны, премьер-министру Израиля и вовсе вызывала предположение о возможности считать именно премьер-министра подобием Верховного главнокомандующего Армией обороны Израиля.
Так или иначе, вопросы взаимодействия политического и военного эшелона подчас решаются ситуативно, а в законодательстве, решениях правительства и армейских указах не содержится однозначных положений, разъясняющих, в каких случаях от армейского командования требуется выносить вопросы на рассмотрение министра обороны, а когда решение вопроса требует вмешательства премьер-министра, военно-политического кабинета (межминистерской комиссии по оборонным вопросам), а то и полного состава правительства, за исключением положений Основного закона: Правительство, требующих выносить на решение правительства (с возможностью делегирования полномочий военно-политическому кабинету) решений о вступлении в войну или начале военных действий, с высокой долей вероятности ведущих к войне.

## Функции
В соответствии с уставными положениями Армии обороны Израиля Генеральный штаб призван осуществлять действия, необходимые для оказания поддержки Начальнику Генштаба в процессе управления силами Армии обороны Израиля.
При этом Начальник Генерального штаба является по армейскому уставу «верховным командиром армии», а доктринальный документ «Стратегия Армии обороны Израиля» от 2015 года определяет Начальника Генерального штаба «единственным общевойсковым командиром Армии обороны Израиля», командующим всеми операциями армии «посредством Генерального штаба». В соответствии с положениями данного доктринального документа, Генштаб — совместно с Начальником Генштаба и под его руководством — отвечает за координацию и синхронизацию всех усилий, предпринимаемых на всех театрах военных действий, включая усилия отдельных штабов и округов Армии обороны Израиля, при этом проводя баланс в распределении ресурсов армии в соответствии с установленными приоритетами и являясь единственным звеном, через которое к армии обращается политический эшелон государства, и единственным органом, уполномоченным преобразовывать политические директивы в приказы командования.
Однако в соответствии с теми же положениями Генеральный штаб определён главным штабом оперативного управления лишь относительно сухопутных войск Израиля.
Ситуация, в которой штабы командования ВВС и ВМС не находятся под оперативным управлением Генерального штаба, подчинённого Начальнику Генштаба — верховному командиру всех видов вооружённых сил армии, а Генштаб армии по сути является органом оперативного управления сухопутных войск, неоднократно описывалась как аномальная: так, командующий ВВС Израиля Бени Пелед описал позицию Начальника Генштаба как «отца, у которого есть три дочери, но на одной из них он ещё и женат». Однако данная ситуация укоренилась, и армейское руководство считает её соответствующей размеру армии и основным направлениям её деятельности.

## Структура

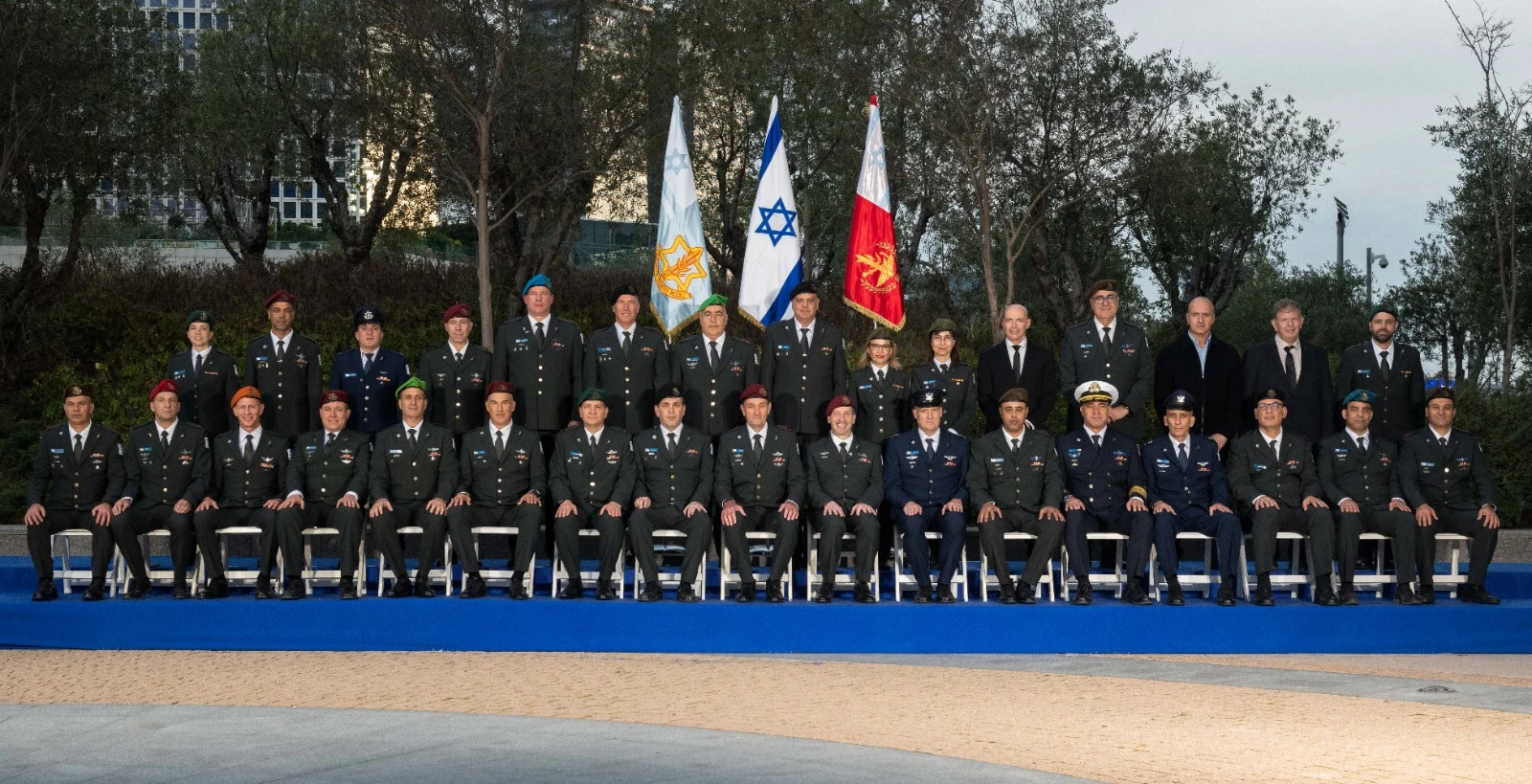
Форум Генштаба Армии обороны Израиля (16.1.2023)

В соответствии с уставными положениями Армии обороны Израиля Генеральный штаб состоит из:
- Заместителя Начальника Генерального штаба, исполняющего также функцию начальника штаба армии, включающую функцию координации между главами управлениями Генштаба;
- Координационного штаба (ивр. המטה המתאם‎), состоящего из шести управлений, главы которых подчинены Начальнику Генштаба:
  - Оперативное управление
  - Управление разведки
  - Управление технологии и логистики
  - Управление информационных технологий, коммуникаций и кибернетической обороны
  - Управление планирования
  - Управление кадров
- Особого (профессионального) штаба (ивр. המטה המיוחד (המקצועי)‎), члены которого являются профессиональными консультантами Начальника Генштаба и Генерального штаба в сферах своих компетенций, а именно:
  - Главные офицеры служб (ивр. קציני החיל הראשיים‎) отдельных родов войск;
  - Командующий Командованием сухопутных войск;
  - Главный военный прокурор
  - Пресс-секретарь армии;
  - Главный военный раввин;
  - Начальник Администрации разработки вооружений и технологической инфраструктуры (МАФАТ) — по вопросам, относящимся к сфере ответственности армии;
  - Финансовый советник Начальника Генштаба;
  - Координатор действий правительства на Территориях;
  - Советница Начальника Генштаба по вопросам гендера;
  - Глава департамента поведенческих наук;
  - Контролёр армии

В практике же под «Генеральным штабом» обычно понимается орган, именуемый «Форумом Генштаба» (ивр. פורום מטכ"ל‎ форум маткаль), определённый в армейском уставе как «форум генерал-майоров Армии обороны Израиля и дополнительных офицеров Генерального штаба, созываемый на периодической основе для обсуждения вопросов по решению Начальника Генштаба». В Форум Генштаба входят также генералы, командующие округами и видами войск, формально не входящие в состав Генштаба.
Состав Форума Генштаба:
- Начальник Генерального штаба — генерал-лейтенант Эяль Замир (с марта 2025 года)[21]
- Заместитель Начальника Генерального штаба — генерал-майор Тамир Ядай[22]
- Начальники управлений Генштаба:
  - Управление разведки (АМАН) — генерал-майор Шломи Биндер[23]
  - Оперативное управление — генерал-майор Ицик Коэн[24]
  - Управление кадров — генерал-майор Дадо Бар Калифа[25]
  - Управление технологии и логистики — генерал-майор Мишель Янко[26]
  - Управление планирования и общевойскового строительства сил — генерал-майор Эяль Харель[27]
  - Управление информационных технологий, коммуникаций и кибернетической обороны — генерал-майор Авиад Даган[28]
- Командующие видами вооружённых сил:
  - Командующий Командованием сухопутных войск и командир Корпуса Генштаба — генерал-майор Надав Лотан[29][30]
  - Командующий ВВС — генерал-майор Томер Бар[31]
  - Командующий ВМС — вице-адмирал Давид Саар Салама[32]
- Командующие военными округами:
  - Северный военный округ — генерал-майор Рафи Мило[33]
  - Центральный военный округ — генерал-майор Ави Блут[34]
  - Южный военный округ — генерал-майор Янив Асор[35]
  - Командование тыла — генерал-майор Шай Клепер[36]
- Дополнительные члены-военнослужащие:
  - Командир Северного корпуса — генерал-майор Дан Гольдфус[37]
  - Командир Штаба глубины — генерал-майор Нимрод Алони[38]
  - Командир военных колледжей — генерал-майор Дан Нойман[39]
  - Координатор действий правительства на территориях — генерал-майор Гассан Алиан[40]
  - Председатель Военного апелляционного суда — генерал-майор Орли Маркман[41]
  - Главный военный прокурор — генерал-майор Ифат Томер-Йерушальми[42]
  - Пресс-секретарь армии — бригадный генерал Эфи Дефрин[43]
  - Военный секретарь премьер-министра — генерал-майор Роман Гофман[44]
  - Военный секретарь министра обороны — бригадный генерал Гай Маркизано[45]
  - Финансовый советник Начальника Генштаба — бригадный генерал Гиль Пинхас[46]
- Дополнительные члены-гражданские лица:
  - Генеральный директор Министерства обороны — генерал-майор запаса Амир Барам[47]
  - Контролёр вооружённых сил — бригадный генерал запаса Яир Волански[48]
  - Глава Администрации по исследованию, разработке вооружений и технологической инфраструктуры (МАФАТ) — бригадный генерал запаса Дани Гольд[49]
  - Контролёр армии — бригадный генерал запаса Офер Сариг[50]